# Rogério Fonseca da Silva
Rogério Fonseca da Silva meglio conosciuto come Esquerdinha (Rio de Janeiro, 23 marzo 1970) è un ex calciatore brasiliano, di ruolo centrocampista.

## Carriera

### Nazionale
Ha giocato la sua unica partita in Nazionale nel 2002.